# Monochamus talianus
Monochamus talianus là một loài bọ cánh cứng trong họ Cerambycidae.